# Катонга
Катонга е река в Югозападна Уганда.

## Местоположение
Реката води началото си от езерото Виктория. Протича на запад и се влива в езерото Джордж, което се свързва чрез канала Казинга с езерото Едуард, на границата между Уганда и Демократична република Конго. Дължината на реката е около 220 км.

## Природен резерват Катонга
Природният резерват Катонга е разположен на площ от 221 км2, на запад от Кампала по двата бряга на реката. В него обитават над 40 вида бозайници и над 150 вида птици. Често наблюдавани в резервата са: слон, колобус, видри, ситатунга и още няколко вида антилопи.